# Kolbasov
Kolbasov (maďarsky Végaszó, do roku 1899 Kolbaszó, rusínsky Ковбасів) je obec na Slovensku v okrese Snina v Prešovském kraji na úpatí Bukovských vrchů poblíž ukrajinské hranice. Žije zde 68 obyvatel.
První písemná zmínka o obci pochází z roku 1548. V obci se nachází řeckokatolický Chrám Všech svatých a také hřbitov vojáků padlých v První světové válce. 